# Copipanolis stigma
Copipanolis stigma là một loài bướm đêm trong họ Noctuidae.